# 大森彌
大森 彌（おおもり わたる、1940年3月24日 - 2023年9月18日）は、日本の政治学者（自治体行政学・地方自治論）。東京大学名誉教授。東京都出身。

## 人物
- 日本の介護保険制度の生みの親のひとり。1990年代、「厚生省 高齢者介護・自立支援システム研究会」座長を務め、後の介護保険制度の骨格を作った。
- 内閣府・独立行政法人評価委員会委員長
- 厚労省社会保障審議会委員、同審議会介護給付費分科会「介護施設等のあり方に関する委員会」委員長
- 社会保障国民会議（平成20年1月閣議決定）委員（福田内閣）

## 略歴
- 東京都立大森高等学校夜間部卒業[1]
- 1963年 - 中央大学法学部卒業
- 1968年 - 東京大学大学院法学政治学研究科博士課程満期退学。
- 1969年-「行政における機能的責任「グラス・ルーツ」参加 米国水資源開発行政の一研究」で法学博士[2][3]。
- 1969年 - 1971年、國學院大學法学部専任講師
- 1971年 東京大学教養学部助教授。
- 1977 - 78年、ハーヴァード大学およびカリフォルニア大学バークレー校特別研究員。
- 1984年 - 東京大学教養学部教授
- 1988年 中沢新一採用事件で西部邁を支持し、反対を表明する見田宗介を説得するため自宅まで行ったが入れて貰えなかった（西部『剥がされた仮面』）。
- 1997年から99年まで東大総合文化研究科長・教養学部長[4]。
- 2000年 東大定年退官、名誉教授、千葉大学法経学部教授。
- 2005年 千葉大を定年退官
- 2011年 厚生労働省社会保障審議会会長[5]
- 地方分権推進委員会専門委員（くらしづくり部会長）、日本行政学会理事長、自治体学会代表運営委員、川崎市行財政改革委員会会長等を歴任。
- 1994年から1999年まで放送大学客員教授、1991年から1992年まで名古屋大学大学院法学研究科ほかで多数の大学でも教えた。
- 2023年9月18日、心不全のため死去[6]。83歳没。

## 主な著書

### 単著
- 『現代日本の地方自治』（放送大学教育振興会, 1995年）
- 『分権改革と地方議会』（ぎょうせい, 1998年／新版, 2002年）
- 『行政学叢書(4)官のシステム』（東京大学出版会, 2006年）
- 『変化に挑戦する自治体―希望の自治体行政学』（第一法規, 2008年）
- 『政権交代と自治の潮流 続・希望の自治体行政学』第一法規 2011

### 共著
- （大和田建太郎）『どう乗り切るか市町村合併――地域自治を充実させるために』（岩波書店［岩波ブックレット］, 2003年）
- （卯月盛夫・北沢猛・小田切徳美・辻琢也）『自立と協働によるまちづくり読本――自治「再」発見』（ぎょうせい, 2004年）
- （山下茂・後藤春彦・小田切徳美・内海麻利・大杉覚）『実践まちづくり読本――自立の心・協働の仕掛け』（公職研, 2008年）

### 編著
- 『自治体の経営と効率(3)職員とリーダーシップ』（学陽書房, 1982年）
- 『21世紀の地方自治戦略(3)自治体の首長――その資質と手腕』（ぎょうせい, 1993年）
- 『21世紀の地方自治戦略(9)行政管理と人材開発』（ぎょうせい, 1993年）
- 『分権時代の自治体職員(1)地方分権推進と自治体職員』（ぎょうせい, 1998年）
- 『分権型社会を創る(3)分権時代の首長と議会――優勝劣敗の代表機関』（ぎょうせい, 2000年）
- 『権型社会を創る(11)分権改革と地域福祉社会の形成』（ぎょうせい, 2000年）
- 『地域福祉を拓く(4)地域福祉と自治体行政』（ぎょうせい, 2002年）
- 『高齢者介護と自立支援――介護保険のめざすもの』（ミネルヴァ書房, 2002年）

### 共編著
- （佐藤誠三郎）『日本の地方政府』（東京大学出版会, 1986年）
- （西尾勝）『地方公務員のための法律講座(3)自治行政要論』（第一法規出版, 1986年）
- （伊部英男）『明日の福祉(5)福祉における国と地方』（中央法規出版, 1988年）
- （清原慶子）『21世紀の地方自治戦略(12)ネットワーク型社会の構築』（ぎょうせい, 1993年）
- （村川浩一）『長寿社会総合講座(3)保健福祉計画とまちづくり』（第一法規出版, 1993年）
- （上田紘士）『分権時代の自治体職員(10)組織の開発と活性化』（ぎょうせい, 1998年）
- （菅原弘子）『市町村が挑む高齢者ケア――未来モデル事例集』（ぎょうせい, 2001年）
- （松村祥子）『福祉社会の政策課題』（放送大学教育振興会, 2002年）
- （松村祥子）『福祉政策の形成と実施』（放送大学教育振興会, 改訂版, 2006年）
- （大杉覚）『これからの地方自治の教科書』（第一法規、2019年）